# Магнум (сериал, 2018)
„Магнум“ (на английски: Magnum P.I.) е американски сериал, екшън драма, разработен от Питър Ленков и Ерик Гугенхайм. Римейк е на оригиналния сериал със същото име, създаден от Доналд Белисарио и Глен Ларсън, който се излъчва от 1980 до 1988 г.
Джей Ернандес изпълнява едноименната роля. Участват още Пердита Уийкс, Закари Найтън, Стивън Хил, Ейми Хил и Тим Канг. Пилотният епизод е режисиран от Джъстин Лин. Премиерата му е на 24 септември 2019 г. по Си Би Ес. На 19 октомври 2018 г. сериалът получава пълна поръчка за сезон от CBS. През януари 2019 г. CBS поднявява сериала за втори сезон, който започва на 27 септември 2019 г. През май 2020 г. е подновен за трети сезон. На 15 април 2021 г. е подновен за четвърти, който започва на 1 октомври 2021 г. През май 2022 г. сериалът е спрян след четири сезона, след провала на канала за постигане на ново споразумение с притежателя NBCUniversal. На 30 юни 2022 г. сериалът е взет от NBC за поръчка за два сезона и двадесет епизода.

## Актьорски състав
- Джей Ернандес – Томас Магнум
- Пердита Уийкс – Джулиет Хигинс
- Закари Найтън – Орвил „Рик“ Райт
- Стивън Хил – Тиодор „Ти Си“ Калвин
- Ейми Хил – Теуиля „Куму“ Тулиета
- Тим Канг – Детектив Гордън Кацумото

## В България
В България сериалът започва излъчване по Нова телевизия на 12 август 2019 г. Първи сезон прави повторно излъчване от 25 май до 19 юни 2020 г., всеки делник от 21:00. На 22 юни започва втори сезон със същото разписание. На 28 юни 2021 г. започва повторение на втори сезон, всеки делник от 21:00. На 29 юли започва трети сезон, също от 21:00. На 9 август 2022 г. започва четвърти сезон, излъчван от понеделник до четвъртък 21:00. На 20 май 2024 г. започва пети сезон, всеки делник от 21:00.
На 1 октомври 2019 г. започва повторно излъчване по Fox, всеки вторник от 22:55. На 1 февруари 2024 г. по обновения Стар Ченъл започва премиерно пети сезон от понеделник до четвъртък от 21:00 и завършва на 6 март.
На 23 ноември 2021 г. започват повторения и по Диема.
В първи сезон дублажът е на Доли Медия Студио, а от втори до четвърти е на Нова Броудкастинг Груп. Пети сезон е озвучен два пъти като за излъчванията по Fox дублажът е на студио Доли, а за тези по Нова телевизия е на Нова. Ролите се озвучават от Татяна Захова, Таня Димитрова, Илиян Пенев, Цанко Тасев и Любомир Младенов. В трети сезон Татяна Захова е заместена от Мими Йорданова. В четвърти Цанко Тасев е заместен от Георги Георгиев – Гого. От втори до четвърти Любомир Младенов е заместен от Христо Узунов. В пети на Нова телевизия Любомир Младенов е заместен от Георги Георгиев – Гого.